# Corrado Sforza Fogliani
Corrado Sforza Fogliani (Piacenza, 15 dicembre 1938 – Piacenza, 10 dicembre 2022) è stato un banchiere italiano.

## Biografia
Nato a Piacenza nel 1938 da una famiglia di origini nobiliari, il padre era Raffaele Sforza Fogliani (1903-1988), avvocato, e la madre, Teresa Anguissola Scotti (1908-1993), dei conti di Podenzano, era imparentata con la famiglia Raggio, noti armatori liguri. Durante la Seconda guerra mondiale, da bambino, fu sfollato a Vicobarone dove aveva origine parte della sua famiglia. Diplomatosi al liceo ginnasio Melchiorre Gioia, si laureò poi in Giurisprudenza all'Università degli Studi di Milano e iniziò a praticare l'attività forense, diventando avvocato cassazionista. Dal 1960 si iscrisse anche all'Albo dei giornalisti come giornalista pubblicista, collaborando per tutta la vita con numerose testate, tra cui Il Sole 24 Ore. Rimase sempre molto legato alla sua città natale, tanto da ricoprirvi per anni l'incarico di vice pretore. Fu anche presidente di sezione della Commissione tributaria provinciale dal 2007 al 2009. Dal 1986 al 2012 ricoprì la carica di presidente della Banca di Piacenza, rimanendovi poi presidente onorario. Dal 1991 al 2016 rivestì la carica di presidente nazionale di Confedilizia, restandone poi presidente del Centro Studi. Sempre nel 2012 venne nominato Cavaliere del Lavoro per meriti professionali dal presidente della Repubblica Giorgio Napolitano. Negli ultimi tempi era membro del consiglio d'amministrazione della Galleria d'arte moderna Ricci Oddi.
Fu eletto ininterrottamente nel Consiglio comunale di Piacenza dal 1964 al 1998 e poi nel 2022 fino alla sua scomparsa. Fervente cattolico, fu da sempre un seguace ed importante esponente locale del liberalismo conservatore, del Partito Liberale Italiano e dell'Associazione dei Liberali Piacentini. Era un grande ammiratore e studioso del politico ed economista liberale Luigi Einaudi, un autore di testi giuridici e un appassionato di antichità, arte e storia locale, tanto da promuovere il mecenatismo e la nascita del "Festival della cultura e della libertà", a cadenza annuale. Proprio l'incontro con l'ex presidente della Repubblica e senatore a vita nel 1961, qualificato come «incontro che ha segnato la mia vita», lo orientò contro lo statalismo, soprattutto di natura fiscale, in linea con un «anticomunismo viscerale». Sforza Fogliani era inoltre convinto che i confini regionali avessero penalizzato Piacenza dentro l'Emilia-Romagna, per la sua storica vocazione commerciale con Milano e Genova.
Morì il 10 dicembre 2022, all'età di 83 anni, dopo una breve malattia. Al suo funerale nella Basilica di Santa Maria di Campagna parteciparono alcune personalità importanti, tra cui Vittorio Sgarbi. Arrivarono messaggi di cordoglio anche da ministri e politici come Anna Maria Bernini, Matteo Salvini e pure dal principe Carlo di Borbone-Due Sicilie. Era sposato con Maria Antonietta De Micheli, insegnante di lettere, con cui ebbe una figlia, Maria Paola.

## Opere
- Corrado Sforza Fogliani, Il diritto, la proprietà, la banca, Spirali, Milano, 2007.
- Corrado Sforza Fogliani, Siamo molto popolari. Controstoria di una riforma che arriva da lontano e porta all'oligopolio bancario, Rubbettino, Soveria Mannelli, 2017.
- Luigi Einaudi, Elogio del rigore. Aforismi per la patria e i risparmiatori, a cura di Corrado Sforza Fogliani, Rubbettino, Soveria Mannelli, 2021.